# 공룡 르네상스

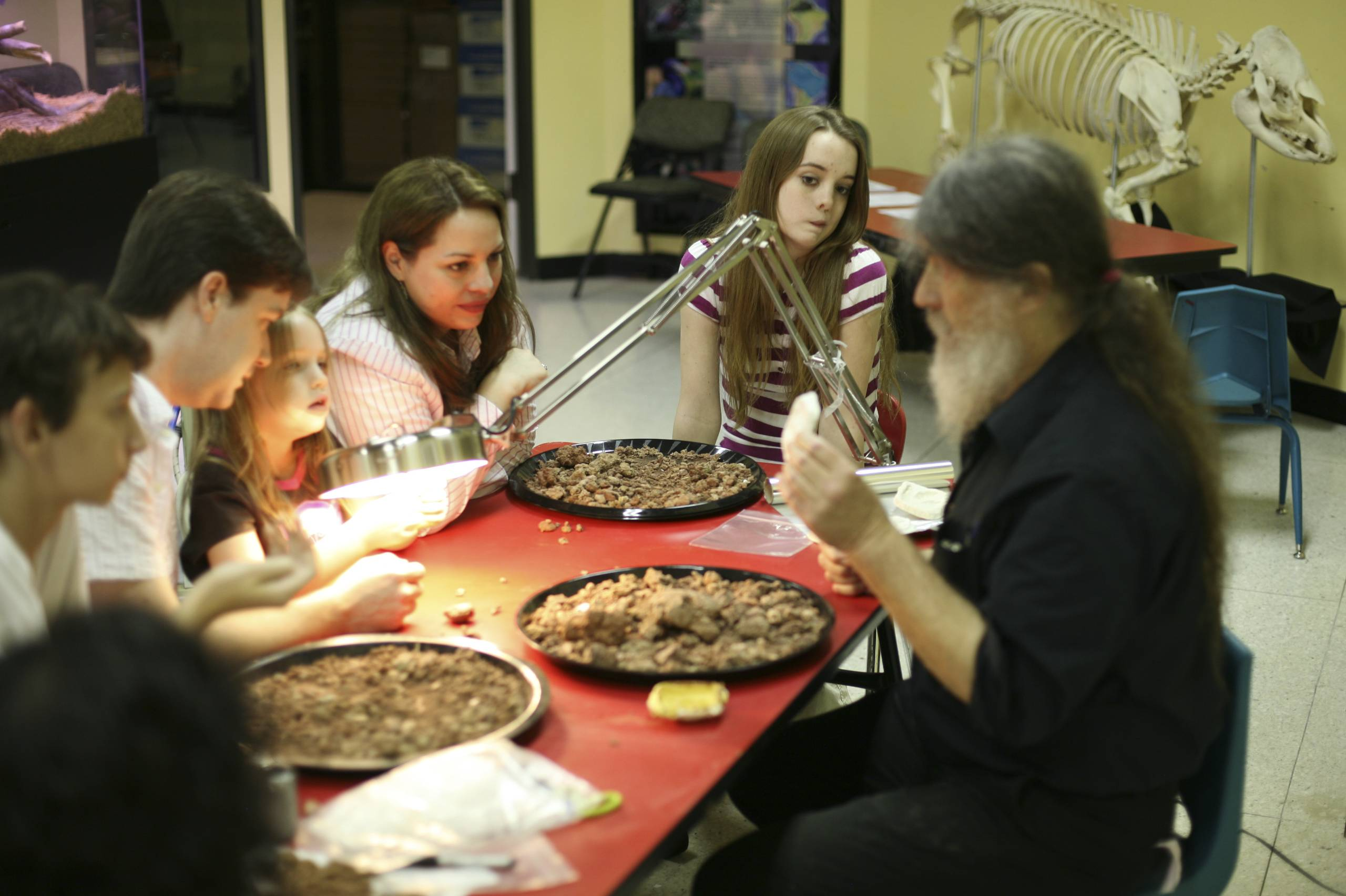
휴스턴 자연과학 박물관에서 강의 중인 로버트 바커 (오른쪽).

공룡 르네상스(Dinosaur renaissance)는 작은 규모의 과학혁명으로 1960년대 후반에 시작되어 공룡에 대한 학술적 및 대중적인 흥미가 다시 높아지기 시작한 것을 말한다. 공룡이 20 세기 전반에 묘사되던 것처럼 굼뜬 냉혈동물이 아니라 활동적인 온혈성 동물이었을 수도 있다는 연구와 새로운 발견에 의해 공룡 르네상스가 촉발되었다.
공룡에 대한 새로운 관점은 존 오스트롬에 의해 옹호되었는데, 존 오스트롬은 새가 코엘로사우루스류 공룡에서 진화했다고 주장했으며, 특히 로버트 T. 바커는 공룡이 현생 포유류 및 조류와 마찬가지로 온혈성이었다고 열정적으로 주장했다. 바커는 종종 자신의 아이디어를 19세기 후반에 유행했던 아이디어들의 르네상스라고 묘사하면서 공룡 화석 전쟁과 공룡 르네상스 사이의 시기를 공룡 돌드럼이라고 부르곤 했다.
공룡 르네상스는 생리학, 진화, 행동, 생태학 및 멸종 등 공룡 생물학의 거의 모든 측면에 있어서 생각의 큰 변화를 가져왔다. 또 대중문화의 공룡 묘사도 많아졌다.

## 공룡과 새의 기원
19세기 중반과 후반에 많은 과학자들이 새와 공룡이 가까운 관계이며 공룡이 "파충류"와 새의 중간단계를 대표한다고 생각했다.
1859년 찰스 다윈이 종의 기원을 출판하고 얼마 후에 영국의 생물학자이자 진화-옹호론자였던 토마스 헨리 헉슬리는 새가 공룡의 후손이라고 주장했다. 헉슬리는 골격의 유사성, 특히 공룡과 "최초의 새"—시조새—와 현생 조류 간의 유사성을 중요하게 보았다.

데이노니쿠스(왼쪽)과 시조새(오른쪽) 손의 유사성을 보고 존 오스트롬은 공룡과 새의 연관관계를 되살리게 되었다.

하지만 1926년에 게르하르트 하일만이 조류의 기원이라는 영향력 있는 책을 출판하고 이 책에서 공룡에게는 차골 (하나로 합쳐진 쇄골)이 없었으리라는 점을 근거로 해서 공룡과 새의 연관관계를 부정했다. 그 이후 새가 공룡이 아니라 '악어형류' 및 '테코돈트'인 조상에서 진화했다는 가설이 받아들여지게 되었다. 그 결과 살아 있는 종들의 기원에 대해 이야기할 때 공룡은 중요하지 않게 다루어졌으며 따라서 공룡의 진화에 대한 학술적 흥미가 쇠퇴하는 계기가 되었다.
이 상황은 1964년까지 계속되었다. 1964년, 존 오스트롬이 작은 육식성 공룡을 발견하여 데이노니쿠스 안티로푸스(Deinonychus antirrhopus)라고 명명했는데, 데이노니쿠스는 수각류 공룡으로 골격구조가 새와 매우 비슷하다는 것에는 의심의 여지가 없었다. 이 발견으로 인해 오스트롬은 헉슬리가 옳았으며 새가 정말로 공룡으로부터 진화한 것이라고 주장하게 되었다. 오스트롬이 새와 공룡을 연결시키게 한 것은 데이노니쿠스였지만 그와 마찬가지로 새와 비슷한 공룡인 벨로키랍토르 등은 수십 년 전에 알려져 있었음에도 불구하고 이를 새와 연결시킨 사람은 없었다.오스트롬의 발견 이후 새가 공룡으로부터 진화했다는 생각은 고생물학자들 사이에 지지를 받기 시작했고 오늘날에 와서는 거의 모두가 수긍하고 있다. 분지학과 같은 새로운 방법론과 여러 깃털 공룡의 발견이 이 관계를 더 확실하게 해주었다.
공룡과 새의 관계는 공룡, 그 중에서도 수각류의 계통발생에 대한 관심을 매우 크게 높여 예전보다 수각류의 계통발생은 훨씬 잘 이해되고 있다.

## 공룡의 단계통성(monophyly)
처음에 공룡은 단계통군, 즉 하나의 공통조상을 공유하는 그룹으로 다른 파충류와는 그 조상을 공유하지 않는다고 생각되었다. 하지만 해리 실리(Harry Seeley)가 이런 해석에 반대하여 공룡을 용반류("도마뱀의 골반")와 조반류("새의 골반"), 두 개의 목(order)으로 나누었고, 각각은 서로 별로 관계가 없는 독립적인 지배파충류의 일부라고 보았다.
따라서 공룡은 더 이상 자연스러운 그룹으로 간주되지 않게 되었으며 "공룡"이라는 단어 역시 과학적인 의미를 지니지 않은 대중적인 용어로 쓰이기 시작했다. 이 해석이 20 세기의 상당 기간 동안 표준적인 것으로 통용되었다.
1974년에 바커와 피터 골턴이 네이쳐 (저널)에 논문을 발표하여 공룡이 자연스러운 단계통군일 뿐만 아니라 새로운 강으로 격상되어야 하며, 새 역시 그 안에 포함되어야 한다고 주장하면서 상황이 변하기 시작했다. 처음에는 공룡을 단계통군으로 보는 것에 대해 논란이 많았지만, 점차 이 생각이 받아들여지게 되고 분지학적 방법론이 대두되면서 지금은 거의 모두가 이 생각을 지지하게 되었다. 공룡을 강 수준으로 격상시키는 것은 이보다 덜한 지지를 받았는데 아마도 계통발생학적 분류학이 척추고생물학자들 사이에 점점 많이 사용되면서 목, 강 등의 고정된 분류수준을 완전히 버린 것이 주된 이유일 것이다.

## 온혈성과 활동성

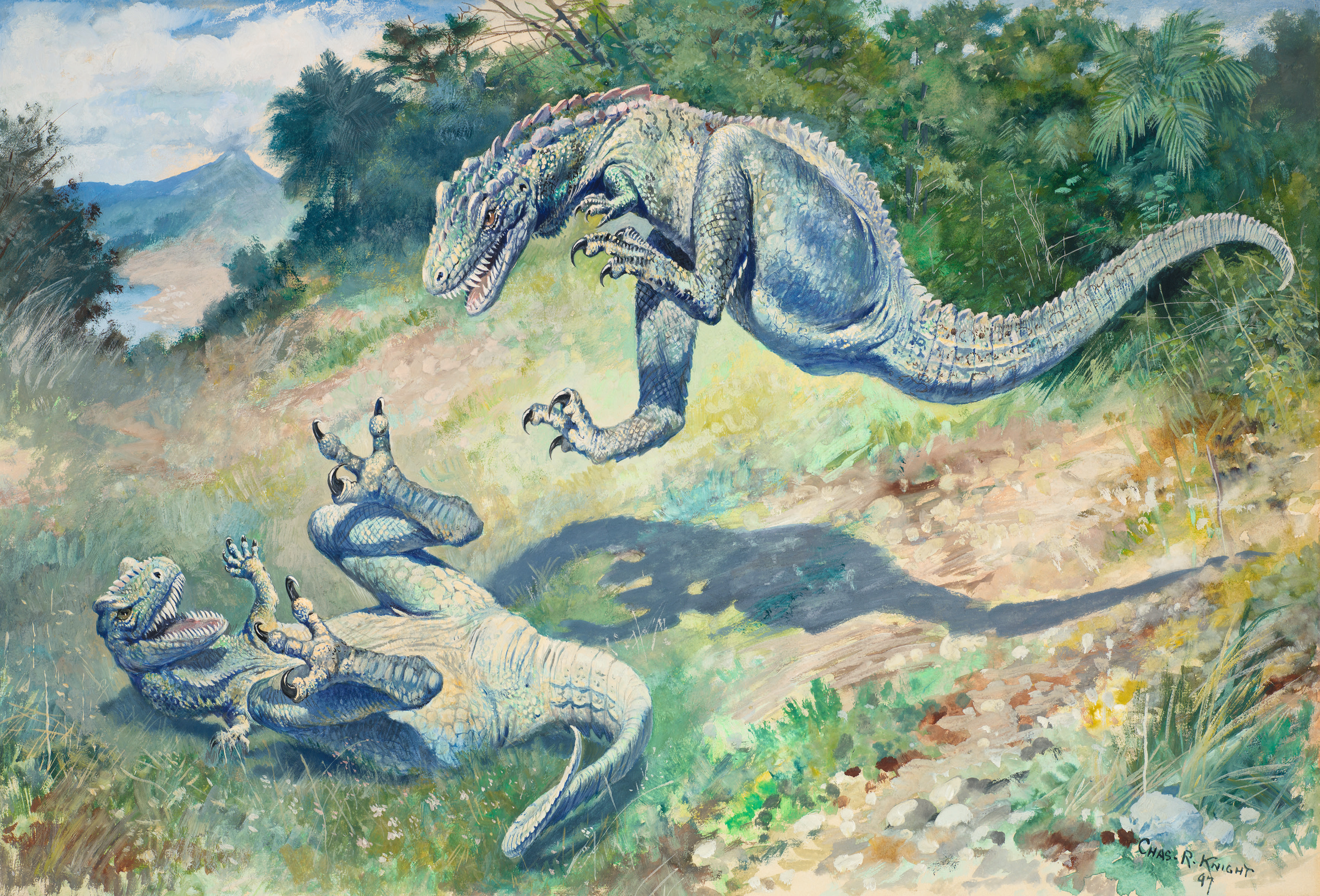
1897년에 찰스 R. 나이트가 그린 "라엘랍스"("Laelaps", 지금은 드립토사우루스Dryptosaurus) 바커는 이 복원도를 언급하며 19세기에는 공룡이 활동적이고 날렵한 동물로 생각되었다는 것을 보여주는 사례라고 주장했다.

공룡의 생리학에 대한 자세한 사항은 공룡 생리학을 볼 것
1968년의 논문 "공룡의 우월성"으로부터 시작해 1970년대와 1980년대의 일련의 과학 논문과 서적, 그리고 매체에 실린 글 등에서 로버트 바커는 공룡이 온혈성으로 활동적이었으며 오랜 기간 동안 높은 활동성을 보여줄 수 있는 동물이었다고 끈질기게 주장했다. 바커는 자신이 쓴 대부분의 글에서 새로운 증거들에서 19세기 후반에 인기 있었던 아이디어들을 끌어내는 형태의 논증을 펼치며 "공룡 르네상스"가 진행 중이라고 언급하곤 했다. 자신의 입장을 뒷받침하기 위해 다양한 해부학적 및 통계학적 주장을 사용했으며, 과학자들 사이에서 이런 방법론들은 격렬한 논쟁을 불러일으켰다.
이 논쟁은 멸종한 동물들의 생물학적 측면을 확인하기 위한 새로운 방법론, 예를 들면 뼈 조직학과 같은 방법론에 대한 흥미를 촉발시켰다. 뼈 조직학의 경우 많은 공룡들의 성장률을 결정하는데 성공적으로 적용되어 왔다.
오늘날에는 다수의, 혹은 어쩌면 모든 공룡들이 현생 파충류보다 높은 신진대사율을 가졌다고 일반적으로 생각되고 있지만 바커가 원래 제안했던 것보다는 상황이 더 복잡하기도 하다. 예를 들어 작은 공룡들은 정말로 내온성이었을 수도 있으나 큰 공룡들은 관성적 정온성을 지니고 있었을 수도 있으며, 일부 공룡들은 중간 정도의 신진대사율을 가지고 있었을 수 있다.

## 공룡의 행동에 대한 새로운 이론들
1960년대 후반에는 공룡의 행동에 대한 새로운 이론들이 여러 개 제시되었으며 여기에는 종종 복잡한 사회적 행동들이 포함되었다.
보행렬에 기초하여 바커는 용각류 공룡들이 어린 공룡들을 가운데 두고 다 큰 공룡들이 주위를 둘러싸 보호하는 형태로 무리를 지어 이동했다고 주장했다. 존경받는 공룡 보행렬 전문가인 롤랜드 T. 버드가 바커의 의견에 동의하는 것 같긴 했지만, 이 해석은 얼마 후 오스트롬을 비롯한 여러 학자들의 반대에 부딪혔다.
공룡의 둥지에 대한 엄격한 연구는 잭 호너가 오리주둥이 공룡인 마이아사우라(Maiasaura)가 새끼를 돌봤다는 사실을 밝혀내면서 1970년대 후반에 처음 발표되었다.

## 변화하는 공룡의 모습
공룡 르네상스는 공룡에 대한 과학적인 생각들만 바꾼 것이 아니라 예술가들에 의해 묘사되는 공룡의 모습도 바꾸어 놓았다. 바커 자신도 뛰어난 예술가였고 자신의 아이디어들을 생생하게 묘사해 냈다. 실제로 바커의 데이노니쿠스 그림 은 1969년 오스트롬의 논문에 수록된 것으로 가장 잘 알려진 상징적인 공룡 복원도 중 하나가 되었다.
1970년대에 공룡 복원도는 도마뱀 같은 모습에서 포유류와 조류와 비슷한 모습으로 변했다. 화가들은 공룡의 새로운 이동방식 및 행동을 받아들여 더 활동적인 자세로 묘사하기 시작했다.
바커 외에 이런 "새로운 흐름"을 주도한 화가로는 먼저 1970년대의 마크 할렛, 그레고리 S. 폴, 그리고 1980년대의 더그 헨더슨과 존 거체 등이 있다.
그레고리 폴은 특히 공룡 해부학에 대한 바커의 생각을 옹호하고 확장시켰다. 그는 공룡 복원도에 엄격하고 꼼꼼한 접근을 시도하면서 전통적인 접근법의 오류를 자주 비판하곤 했다. 또 그레고리 폴은 깃털을 가지고 있는 작은 공룡들이 포함된 다수의 복원도를 그려냈고, 여러 글과 자신의 책 "세계의 포식성 공룡들" 을 통해 그 아이디어를 옹호했다. 그레고리 폴의 생각은 90년대 후반에 여러 깃털 공룡들이 발견되면서 거의 정확했던 것으로 밝혀졌다. 폴의 아이디어와 스타일은 공룡 아트에 있어서 중요한 영향을 끼쳤고 그 영향력은 상당 기간 지속될 것으로 보인다.

## 새로운 멸종이론, 운석충돌설
유진 메를레 슈마커가 격변적인 사건들을 중요하게 생각했음에도 고생물학은 전통적으로 지질학을 따라 동일과정설을 선호해 왔다.
르네상스 기간 중에 월터 알바레즈와 동료들은 백악기-3기 경계층에서 이리듐을 발견했다. 또 칙술룹 크레이터가 운석 충돌에 의해 형성되었다는 것이 밝혀졌다. 이 발견들로 인해 공룡의 멸종이 운석 충돌에 의해 일어났다는 아이디어가 널리 알려지고 받아들여지게 되었다.
그 결과 공룡이 포유류보다 열등해서 멸종했다는 생각이 흔들리게 되었다. 그 대신 대형 동물이 살아남을 수 없었던 무작위적인 사건에 공룡이 희생되었다는 관점이 제시되었다.

## 문화적 영향
공룡 르네상스는 공룡에 대한 대중의 관심을 새롭게 했다고 평가된다. 바커의 대중적인 글과 책들, 특히 "공룡 이단설"(The Dinosaur Heresies)은 공룡학의 대중화에 크게 기여했다.
1993년의 영화 쥬라기 공원은 아마도 공룡 르네상스의 이론들을 대중적으로 알리는 데 가장 중요한 사건이었을 것이다. 주류 영화에서 처음으로 공룡이 오래된 영화에서 흔히 볼 수 있었던 굼뜬 괴물이 아닌, 똑똑하고 민첩한 온혈성 동물로 묘사되었다. 잭 호너가 컨설턴트였고, 그레고리 폴, 마크 할렛, 더그 헨더슨, 그리고 존 거체 등의 작품들이 프리프로덕션 단계에서 사용되었다. 최종적으로 영화에 등장한 공룡들은 해부학적으로 부정확한 면을 여럿 가지고 있었지만 이 네 명의 예술가들은 모두 엔딩 크레딧에 "공룡 전문가"로 이름을 올렸다. 바커는 자문을 하거나 크레딧에 이름을 올리지는 않았지만 영화 속 인물 중 한 명이 그의 연구를 언급했고, 후속편인 로스트 월드에서는 바커를 닮은 인물이 등장했다.

## 같이 보기
- 팔레오아트와 팔레오아티스트들

## 추가 문헌
- Bakker, R. T. (1986). 《The Dinosaur Heresies》. New York: William Morrow. ISBN 0-688-04287-2.
- Paul, G. S. (1988). 《Predatory Dinosaurs of the World》. New York: Simon & Schuster. ISBN 0-671-61946-2.
- Czerkas, S. J.; Olson, E. C., 편집. (1986). 《Dinosaurs Past and Present, Volumes I and II》. Los Angeles: Natural History Museum of Los Angeles County. ISBN 0-938644-24-6.